# HMS Dreadnought (1801)
HMS Dreadnought (Корабль Его Величества «Дредноут») — 98-пушечный линейный корабль второго ранга. Шестой корабль Королевского флота, названный HMS Dreadnought. Третий линейный корабль типа Neptune. Заложен в июле 1788 года. Спущен на воду 13 июня 1801 года на королевской верфи в Портсмуте после тринадцати лет строительства. Он был первым военным судном, спущенным на воду после подписания Акта об унии Великобритании и Ирландии 1800 года, в результате чего было образовано Соединённое королевство Великобритании и Ирландии.

## Служба
17 мая 1803 года адмирал Уильям Корнуоллис, держа свой флаг на Dreadnought, с эскадрой из 10 линейных кораблей и фрегатов отплыл из залива Каусанд к острову Уэссан, чтобы наблюдать за передвижениями французских кораблей в гавани Бреста, только пять или шесть из которых были в состоянии выйти в море. Из оставшихся 21 кораблей, которые находились в порту, некоторые ремонтировались, некоторые оснащались, а три были ещё на стапелях.
Весной 1805 года адмирала Корнуоллиса сменил Алан Гарднер, который ослабил блокаду Тулона. 30 марта французский флот бежал из Тулона и достиг Кадиса 9 апреля. Французские и испанские эскадры отплыли оттуда по отдельности и объединились на Мартинике 26 мая. 15 мая Коллингвуд и его эскадра из семи кораблей, которые блокировали Кадис, получили приказ из Адмиралтейства отплыть к Барбадосу. Однако прежде чем они успели отплыть туда, из Средиземного моря прибыла эскадра Горацио Нельсона, которая и отправилась в погоню за французами, а Dreadnought вновь приступил к блокаде Кадиса под командованием Коллингвуда.
В начале октября 1805 года, после того, как вице-адмирал Коллингвуд перенёс свой флаг с Dreadnought на Royal Sovereign, командование Dreadnought принял капитан Джон Конн.
В сражении при Трафальгаре 21 октября 1805 года Dreadnought входил в состав колонны вице-адмирала Катберта Коллингвуда и был восьмым кораблем в линии. Он вступил в бой с 74-пушечным испанским кораблем San Juan Nepomuceno в два часа дня и пятнадцать минут спустя вынудил его капитулировать после того, как капитан испанского корабля, Косме Дамиан де Елорза был убит в бою. Затем он атаковал 112-пушечный Principe de Asturias, флагман адмирала Федерико Гравины, но после обмена несколькими бортовыми залпами (во время которого Гравина лишился руки) испанский корабль отступил и покинул место боя. Во время сражения Dreadnought получил не слишком серьёзные повреждения, его мачты, хоть и пострадали от огня противника, но тем не менее устояли. Потери на борту корабля составили семь человек убитыми и 26 ранеными.
После Трафальгарского сражения Dreadnought продолжил блокаду Кадиса. 25 ноября 1805 года Thunderer задержал корабль Nemesis, принадлежащий Дубровницкой республике, который плыл из Иль де Франс в Ливорно, с грузом пряностей, красителя индиго, и других товаров. Zealous разделил призовые деньги с десятью другими британскими военными кораблями.
В 1807 году Dreadnought под командованием капитана Уильяма Лечмира, входил в состав флота Канала. С 1808 по 1809 год он был под командованием капитана Солта, выступая в качестве флагмана контр-адмирала Томаса Софэби у Уэссана.
7 сентября 1810 года шхуна Snapper заметила неизвестный корабль среди скал на западной стороне Уэссана. Она сообщила об этом  Dreadnought, который сразу отправился туда. Британцам удалось отбить испанский торговый бриг Antonio Maria, который был захвачен французским капером. Однако при этом британцы попали под сильный огонь отряда французских войск с двумя полевыми орудиями, которые устроили засаду на скале с видом на якорную стоянку. Англичане понесли серьёзные потери: 6 человек погибло, 31 был ранен и шесть пропало без вести.
Весной 1811 года Dreadnought, под командованием капитана Самуэля Худа Линзи, был в Лиссабоне. Затем он был отправлен в Балтийское море в конце года. 16 декабря 1811 года флот, состоящий из восьми линейных кораблей (в том числе и Dreadnought), нескольких фрегатов и около 100 торговых судов, отплыл из Винго, неподалеку от Гётеборга. Разыгравшийся шторм привел к потере St George и Defence, но Dreadnought и другие корабли благополучно прибыли в Англию.
Dreadnought был отправлен в резерв в Портсмуте в 1812 году. В 1827 году он стал лепрозорием (карантинным судном) на Милфорд-он-Си и оставался в этом качестве до 1857 года, когда он был отправлен на слом и разобран.